# Naz (Suiza)
Naz es una localidad y antigua comuna suiza del cantón de Vaud, situada en el distrito de Gros-de-Vaud.

## Historia
La comuna formó parte hasta el 31 de diciembre de 2007 del distrito de Echallens, círculo de Bottens. Tras un referéndum celebrado el 5 de marzo de 2010, la comuna aprobó su fusión con las comunas de Dommartin, Poliez-le-Grand y Sugnens en la nueva comuna de Montilliez para el 1 de julio de 2011.